# Cornwall (Ontario)
Pour les articles homonymes, voir Cornwall.
Cornwall est une ville canadienne de l'Ontario. Elle est située dans les Comtés unis de Stormont, Dundas et Glengarry, dont elle est le chef-lieu, dans le sud-est ontarien.

## Toponymie
Elle fut nommée Cornwall en l'honneur du Prince George, duc de Cornouailles (Cornwall en anglais).

## Situation
La ville est située au bord du fleuve Saint-Laurent, près de l'autoroute 401, et à proximité des frontières québécoise et américaine (État de New York). La ville se situe à environ  100 km d'Ottawa, la capitale du Canada, et 100 km de Montréal, la métropole du Québec. Cornwall se situe à 160 Kilomètres à l’est de Kingston, la ville la plus importante du sud-est ontarien.

## Histoire

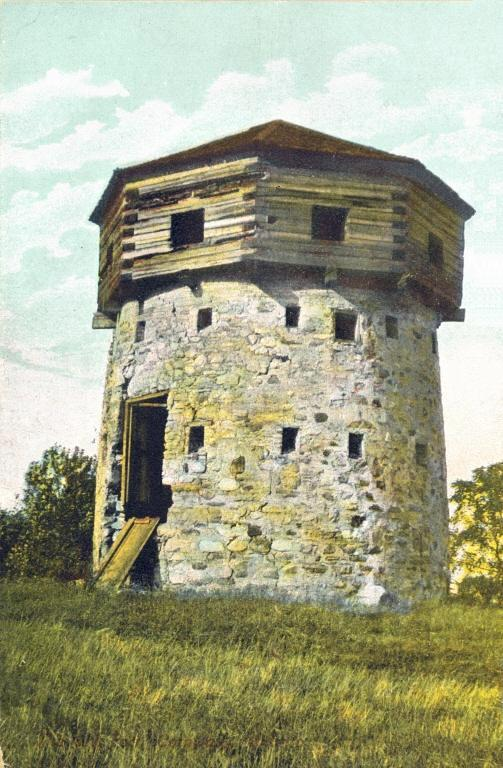
Le vieux fort, vers 1910.

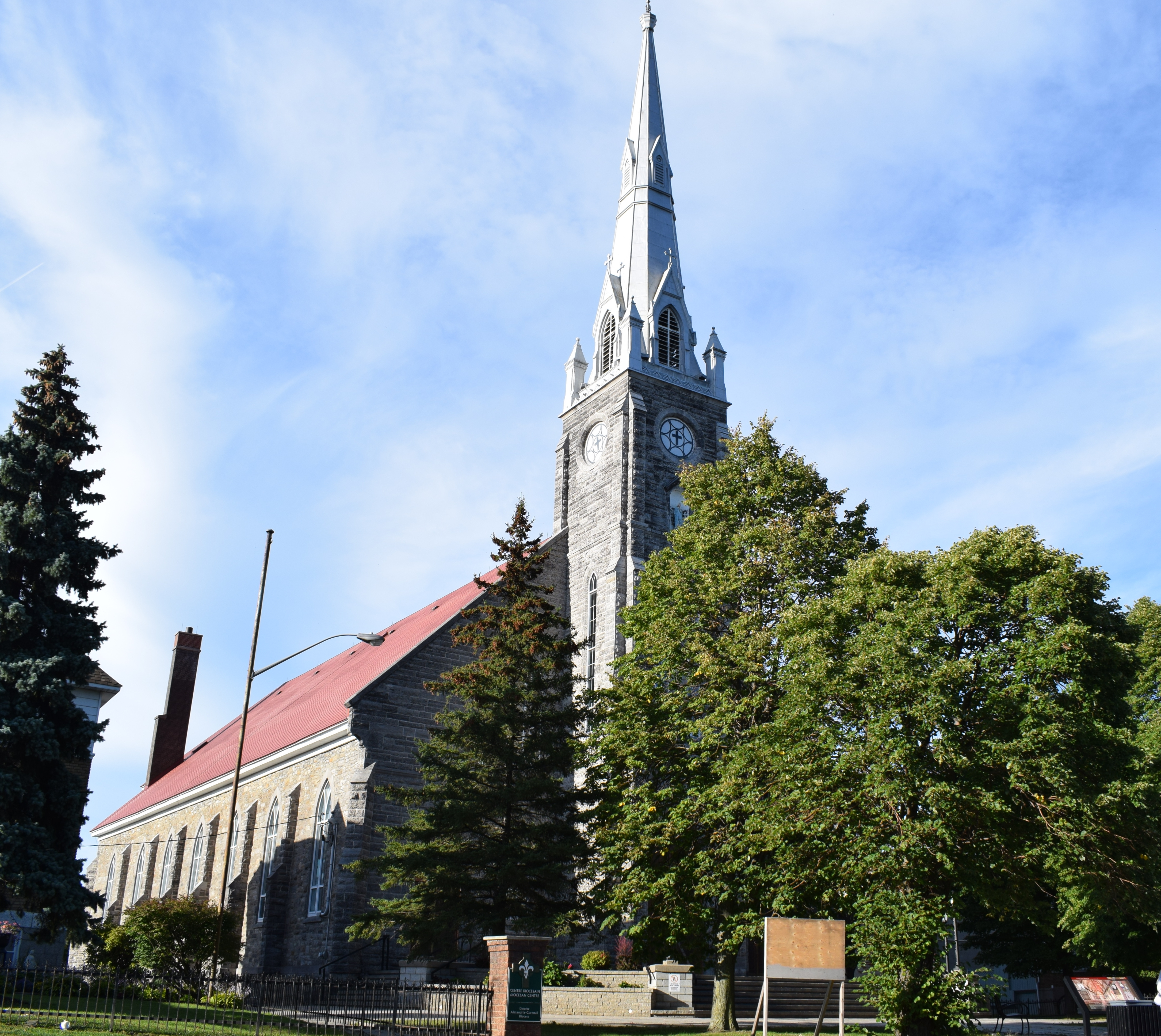
L'église de la Nativité-de-la-Bienheureuse-Vierge-Marie, ancienne cocathédrale du diocèse d'Alexandria-Cornwall.

Le site de Cornwall a été occupé pendant des millénaires par des peuples autochtones. Le premier document mentionnant un établissement occupé par des Européens datent de 1784, lorsque des loyalistes, fuyant la révolution américaine depuis la région de New York, s'installent sur le site de Pointe Maligne (comme les colons français avaient appelé le lieu). La colonie prend alors le nom de New Johnstown.
Pendant la guerre de 1812-1814 opposant les américains aux canadiens, les batailles militaires de Hoople Creek (en) et de Crysler Farm se déroulent à quelques kilomètres de Cornwall. La ville tombe aux mains de l’armée américaine qui l'occupe du 11 au 13 novembre 1813. La construction du canal maritime de Cornwall (de 1834 à 1842) accélère le développement de la ville . En 1846, la ville compte 1600 habitants. On y retrouve des maisons de pierre et quelques églises. Il y a peu de manufactures, à l'exception d'une fonderie et de deux tanneries. On note la présence de nombreux petits commerces et des bureaux gouvernementaux. La construction du chemin de fer du Grand Tronc dans les années 1856-1860, ainsi que la création de nouvelles écluses maritimes vers la fin du XIXe siècle, permettent l'installation d'industries au début du XXe siècle, attirant une main-d’œuvre ouvrière immigrante. En quelques décennies la population de Cornwall double . La croissance urbaine de la ville se poursuit dans les années 1950 avec la construction de la voie maritime du Saint-Laurent. Des milliers d'ouvriers s’établissent alors à Cornwall avec leurs familles.
Le premier afflux de francophones à Cornwall a lieu dans les années 1870 en raison de l’ouverture de manufactures de textile. Le premier foyer francophone dans Cornwall est l’église catholique de la Nativité (église construite entre 1887 et 1892). Les premiers immigrés italiens arrivent au début du XXe siècle. Venus par train d'Halifax, ils occupent des emplois dans le chemin de fer, les écluses de la voie maritime, et dans le bâtiment,. Après la première guerre mondiale, le gouvernement du Canada durci les conditions d'immigration pour les personnes qui ne sont pas d’origine britanniquee,, ce qui limite la croissance de la communauté italienne. En 1949, les lois sur l’immigration sont assouplies et une nouvelle vaque d’immigrants venus d'Europe s’installe à Cornwall.
Dans les années 2000, avec la fermeture du principal employeur, l'usine à papier Domtar, Cornwall change de visage : de petite ville industrielle, elle se transforme en ville polyvalente avec la venue d’entreprises de services et de haute-technologie. On assiste aussi à un renouveau immobilier, les vieilles usines désaffectées étant rénovées et converties en habitations. Cornwall est l’une des rares villes canadiennes où le problème du logement est abordé globalement au niveau municipal.

## Démographie
En 2021, Cornwall compte 47 845 habitants. Parmi eux, 23 % ont le français comme langue maternelle, seule ou parmi d'autres. 2,5% de la population de Cornwall est italo-canadienne.
| 2001   | 2006   | 2011   | 2016   |
| ------ | ------ | ------ | ------ |
| 45 640 | 45 965 | 46 340 | 46 589 |

| 2021   | - | - | - |
| ------ | - | - | - |
| 47 845 | - | - | - |

## Économie
L'économie de Cornwall a été longtemps dépendante de l'usine à papier Domtar, principal employeur de la ville jusqu'à sa fermeture en 2006 pour cause des coûts de production trop élevés. L'économie de Cornwall s'est alors diversifiée, avec la création de nouveaux commerces, l'implantation de petites industries manufacturières, d'entreprises de télécommunications (tel que Telus), ou encore de haute-technologie.
Cornwall a un petit port, situé à l'est, à proximité des écluses de la Voie maritime du Saint-Laurent. Ce port se compose de quelques quais qui sont utilisés par les bateaux de croisières durant l’été et les navires de la Garde côtière canadienne. Le port est ouvert à l’année et abrite un Brise-glace de la Garde côtière pour l’entretien hivernal de la voie maritime,.

## Administration municipale et services gouvernementaux
Le conseil municipal de Cornwall regroupe 10 conseillers (échevins) élus pour un mandat de 4 ans. Le maire de la ville est élu au suffrage universel. La participation des citoyens aux dernières élections de 2022 fut relativement faible : 56 % des citoyens inscrits n'ont pas voté.
Les maires récents de Cornwall sont Justien Towndale, élu en 2022, Glen Grant, maire intérimaire (élu exceptionnellement par le Conseil municipal en 2021 à la suite de la nomination de Bernadette Clement, ancienne mairesse nommée au Sénat du Canada en juin 2021) et Bernadette Clément élue en 2018.

## Éducation et scolarité
Le Ministère de l'Éducation de l'Ontario est responsable du système public d'éducation. Cornwall dispose de plusieurs écoles d'enseignement primaire et  secondaire publiques, tant anglophones que francophones, ainsi que des écoles privées, souvent destinées aux enfants de familles aisées ou aux enfants handicapés ayant des besoins particuliers. Le Gouvernement de l'Ontario subventionne plusieurs de ces écoles spécialisées.
En ce qui concerne l'enseignement supérieur post-secondaire, le campus du Collège St-Lawrence offre des formations techniques spécialisées dont l’Institut des sciences de l’environnement du fleuve Saint-Laurent. Cet institut forme des techniciens en environnement et effectue des recherches toxicologiques sur les réseaux d'eau fluviale, en particulier sur les Grands Lacs nord-américains.
L'école aérienne (ETGAFC) des Forces armées canadiennes située en banlieue de Cornwall permet de former des pilotes, des mécaniciens, des techniciens de l'aviation militaire et des contrôleurs aériens civils (en collaboration avec la Nav Canada).
Cornwall ne possède aucune université ou campus universitaire sur son territoire. Cependant en 2024, le conseil municipal de Cornwall commande une étude et entreprend des démarches en vue d’obtenir à Cornwall un campus lié à l’Université d'Ottawa,.

## Culture

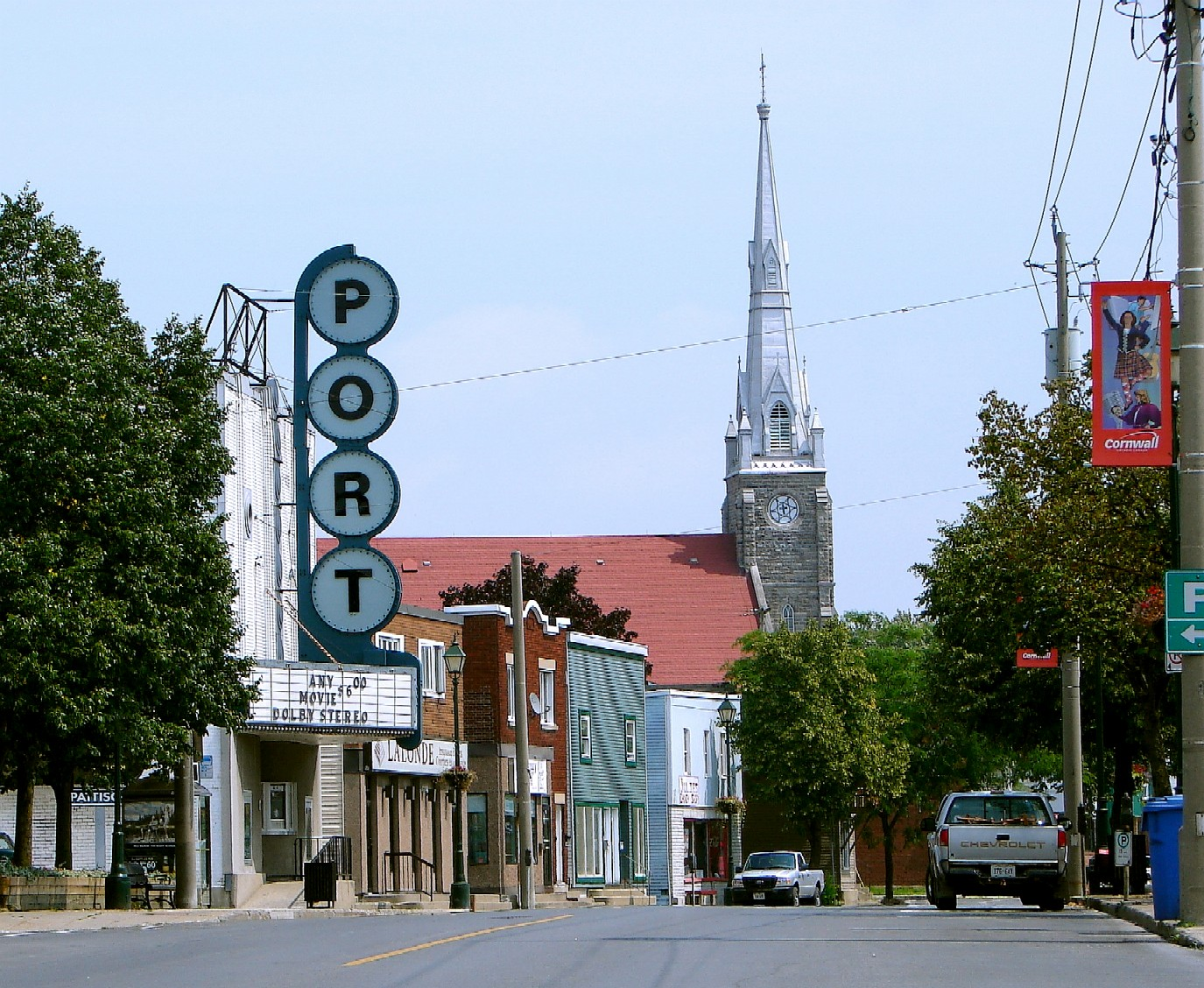
Le Théâtre du port

Cornwall possède une grande bibliothèque publique avec un vaste choix de livres, de documents audio et vidéo, tant en français qu'en anglais. La bibliothèque offre des ateliers de lecture et d’écriture pour les enfants et les adolescents, ainsi qu'un club littéraire bilingue. La bibliothèque, située en centre-ville, occupe le bâtiment historique de l’ancien bureau de poste datant du début des années 1950. Ce bâtiment a été complètement rénové. Il fut classé comme patrimoine en 1997.
La ville de Cornwall organise des événements culturels et quelques festivals de musique. En 2018, la municipalité a fait l’acquisition d’un vieux bâtiment situé au centre-ville, puis l'a rénové afin d’y abriter le centre des arts et de la culture.
Au niveau des arts visuels, les deux galeries d'art « Cline House » et « Caluan Galery » organisent des expositions d'artistes locaux.
Le festival annuel "Cornwall Ribfest", organisé par le Club Optimiste de Cornwall, est un événement communautaire rassemblant les artisans locaux et les groupes d'entraide impliqués dans la communauté. Se déroulant sur quatre journées à la fin du mois de juillet, ce festival offre une fenêtre pour les associations diverses, les artistes et les musiciens franco-ontariens. Un grand Barbecue attire des milliers de personnes chaque année

## Loisirs, sports et plein air

### Sports
La municipalité entretient plusieurs terrains de baseball, de football, de football canadien, de rugby, et de roller derby. Cornwall possède quelques piscines extérieures pour la natation et la baignade récréative. Durant la saison froide, la municipalité entretient des patinoires pour le hockey sur glace, la ringuette et le patin familial. Un club local de fondeurs bénévoles trace plusieurs dizaines de kilomètres de pistes de ski de fond dans les parcs publics.
L'installation sportive la plus notable demeure le Cornwall Civic Complex avec sa piscine olympique intérieure et ses 3 patinoires intérieures dont une aréna contenant plus de 4 800 sièges pour les supporteurs.
Cornwall n'a jamais eu d'équipe sportive professionnelle.
L'équipe de hockey masculin junior, les Royals de Cornwall, évolue dans la Ligue de hockey junior Maritimes Québec et a remporté le championnat junior de la Coupe Memorial en 1972, 1980 et 1981.
L’équipe féminine de basketball des Comtés unis de Stormont, Dundas et Glengarry a remporté plusieurs tournois provinciaux de l'Ontario, ainsi que des championnats féminins de basket-ball collégial canadien, en 1978, 1979, 1981 et 1982. Cette équipe collégiale de filles portait le nom des « United Counties Girls Club ». Deux de ses joueuses rejoindront plus tard les compétitions du sport universitaire canadien.
Le football fut créé à Cornwall par les immigrés italiens venus d’Europe. Le premier club de foot à Cornwall fut fondé en 1921. C’était un club amateur permettant aux ouvriers de se détendre en pratiquant leur sport favori. Aujourd’hui ce sport est populaire à Cornwall et on retrouve 3 terrains de foot extérieurs et un terrain intérieur, le « Beson Center », très apprécié en hiver. Un second terrain intérieur, pourvu de 1000 places pour des spectateurs, est créé en 2024.

### Voile et sports aquatiques
Adjacente au Parc L’amoureux, sur les rives du Saint-Laurent, la « Marina 200 » demeure le grand centre nautique pour les sports aquatiques comme la voile. La marina est administrée par la municipalité et elle possède une capacité d’ancrage de 160 embarcations. Elle est ouverte des mois de mai à octobre.
Toute baignade y est interdite à cause de la contamination de l’eau par les pollutions industrielles passées. Des camps de vacances municipales y ont lieu pour les jeunes durant l’été. Si certaines îles environnantes sont peuplées de quelques érables argentés, d'autres sont de véritables bois. Les maires de Cornwall et des villages environnants ont signé en 2023 une lettre d’intention visant à protéger ces îles et en faire un parc régional de récréation. La proximité du Lac Saint-François plus à l'est, avec sa réserve naturelle, rend le projet d'autant plus pertinent.

### Parcs et espaces verts

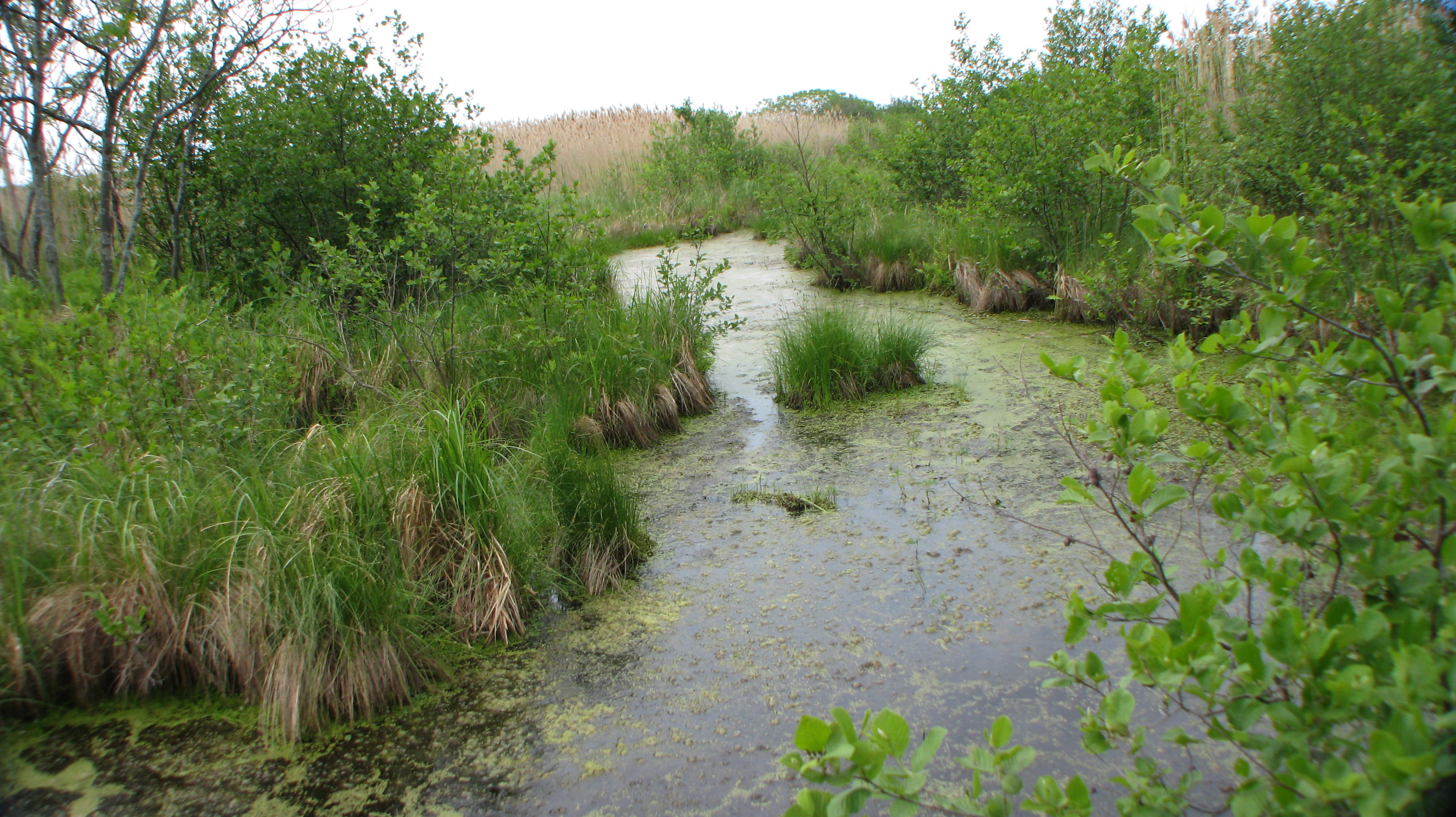
Îles sur le lac saint-François.

Cornwall possède plusieurs parcs urbains, le plus grand étant le parc L’amoureux. D’une superficie de 4500 hectares, il est riverain du fleuve Saint-Laurent et présente en son sein de nombreux sentiers de bicyclettes et de marche qui, lorsque l’hiver arrive, se transforment en sentiers de ski de fond. Plusieurs espaces boisés permettent d'observer la faune aviaire comme la sauvagine ailée. Non loin se trouve le sanctuaire des oiseaux migrateurs du Haut-Canada, réserve de 8800 hectares de forêts diversifiées, de marais et de prairies sauvages. Ce sanctuaire situé dans les Basses-terres du Saint-Laurent recèle 12 espèces de mammifères, 148 espèces d’oiseaux, 6 espèces de reptiles, et 5 espèces d’amphibiens, dont la tortue serpentine et la couleuvre brune, espèces déclarées en danger d’extinction.
Le petit parc actuel (il n'a que 500 acres de superficie), le Parc Guindon, est une aire écologique protégée offrant 12 km de sentiers ouverts été comme hiver.
Comme plusieurs villes au Canada, Cornwall souffre l’été d'îlots de chaleur urbains, en particulier au centre-ville. Le Conseil municipal a commandé des études et adopté en avril 2024 un plan de reboisement urbain. Plus de 25000 nouveaux arbres doivent être plantés et entretenus par la municipalité au cours des prochaines années.

## Bilan environnemental
Le passé industriel de Cornwall a fortement pollué avec des métaux lourds les sols et les rives du Saint-Laurent.
Cornwall souffre aussi de pollution atmosphérique, dont l'odeur du dépotoir municipal à ciel ouvert de 18 hectares. Cette pollution a préoccupé la santé publique du Canada et le ministère de l’environnement de l’Ontario. En 1995, l'agence fédérale santé Canada a signalé que le taux d’ hospitalisation pour les maladies respiratoires était double à Cornwall par rapport à l’ensemble des villes industrielles ontariennes. La fermeture des usines de la Domtar en 2006 a cependant contribué à améliorer la situation.
Jusqu’à la construction de l'usine d’épuration des eaux usées (commencée en 2012), la ville de Cornwall déversait ses égouts directement dans le fleuve Saint-Laurent, sans traitement préalable. Ceci explique qu’il n’y a aucune plage baignable le long du fleuve, les sols étant contaminés avec des métaux lourds (et sans opération de dépollution cette situation perdurera très longtemps). Ce n’est que depuis 2018 que Cornwall met en œuvre un véritable plan stratégique d'éco-responsablilité.

## Personnalités de Cornwall

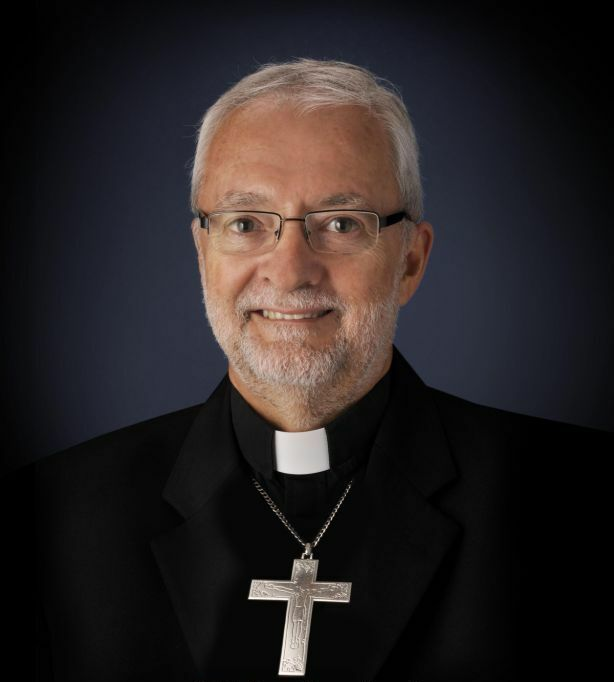
Luc Bouchard.

- John Sandfield Macdonald, avocat et premier premier ministre de l'Ontario
- Ryan Gosling, acteur à Hollywood
- Chad Kilger, joueur de la Ligue nationale de hockey
- Guy Lauzon, homme politique
- Édouard Lalonde, capitaine du Canadien de Montréal lorsqu'il remporte leur première Coupe Stanley en 1916
- Nathan Phillips, ancien maire de Toronto
- Luc Bouchard, prêtre catholique, évêque du diocèse de Saint-Paul en Alberta puis du diocèse de Trois-Rivières au Québec.
- Duncan McNaughton, champion olympique du saut en hauteur en 1932.
- Famille Larin, groupe de musique traditionnelle Franco-Ontarien

## Médias

### Radio
- AM 1220 - CJUL,
- FM 88.1 - CHRI-1, chants chrétiens et émissions religieuses
- FM 92.1 - CHOD, radio communautaire franco-ontarienne
- FM 95.5 - CBOC, CBC Radio One,  musique classique et jazz
- FM 97.3 - CKON, radio communautaire autochtone
- FM 98.1 - CBOF-6, La Première Chaîne, informations en langue française
- FM 101.9 - CJSS, rétro
- FM 104.5 - CFLG, musique contemporaine pour adultes

### Télévision
Sont disponibles plusieurs canaux de télévision des villes d'Ottawa (CTV Television Network, TV Ontario CJOH-DT, CJSS-TV) et de Montréal (Société Radio-Canada, Groupe TVA, Télé-Québec). Sont également accessibles des chaines de télévision américaines de Plattsburgh (WPTZ et WCFE-TV).

### Journaux
Le « Seaway New », publié depuis 1984, est l'hebdomadaire régional de langue anglaise[réf. nécessaire].
« Le/The Journal » est une publication bilingue, le premier journal francophone en région.
Un magazine local francophone, le « Cornwall living », est publié chaque printemps et distribué gratuitement[réf. nécessaire].
Il n'existe pas de journal quotidien local, ni en anglais ni en français.